# Марьевка (Ордо-Василевский сельский совет)
Ма́рьевка (укр. Мар'ївка) — село,
Ордо-Василевский сельский совет,
Софиевский район,
Днепропетровская область,
Украина.
Код КОАТУУ — 1225286606. Население по переписи 2016 года составляет 420 человек .

## Географическое положение
Село Марьевка находится на берегу реки Саксагань,
выше по течению примыкает село Марье-Константиновка,
ниже по течению примыкает село Ордо-Василевка.
Через село проходит автомобильная дорога Т-0419.

## Объекты социальной сферы
- Школа.
- Детский сад.
- Фельдшерско-акушерский пункт.

## Экономика
- Молочно-товарная, птице-товарная, свино-товарная и овце-товарная фермы, машинно-тракторные мастерские, тепличные хозяйства, поля с лекарственными растениями, IT-клубы фрилансеров.

## Достопримечательности
- Братская могила советских воинов.

## Известные уроженцы
- Леонид Николаевич Скрыпник, детский писатель
- Штейгер, Пётр Карлович (1893—1958) — советский военачальник, полковник.